# Черна боровинка
Черната боровинка (Vaccinium myrtillus) е храст, разпространен в повечето планини по каменливи и скални поляни, високопланински пасища, торфища, широколистни и иглолистни гори.

## Описание
- Черната боровинка е ниско храстче, високо до 40 cm.
- Обикновено расте от 1000 до 2200 m н.в. във всички наши планини. Но често в смесени находища с червената боровинка слиза надолу по сенчестите планински дефилета до 700 m н.в.
- Листата са яйцевидни, тревно-зелени, меки, листопадни, със ситно назъбен ръб.
- Цветовете са стеснени (прищъпнати) в края, със зеленикав цвят.
- Плодовете са тъмносини, без налеп, със завръз който наподобява лунен кратер. Сокът е оцветяващ, виолетов.
- По вкус черната боровинка е почти равна на синята.

## Приложение в народната медицина
Използват се листата (запарка), надземната част (запарка), плодовете (запарка, настойка).